# Sobre Nós
Sobre Nós je brazilský hraný film z roku 2017, který režírovali Mauro Carvalho a Thiago Cazado. Film popisuje vztah dvou studentů z pohledu jednoho z nich.

## Děj
Diego je fotograf, ale chtěl by se stát filmovým režisérem. Matheus studuje architekturu a chce být zahradním architektem. Diego po letech vzpomíná na jejich vztah, o kterém chce natočit film. Oba spolu žili až do chvíle, kdy se Diego dozvěděl, že úspěšně složil test na filmovou školu do Kalifornie, zatímco na místní filmovou školu se nedostal. Škola je čtyřletá a Matheus se nechce stěhovat z Brazílie. Diego proto vyhodnotí rozchod jako jedinou možnost.

## Obsazení
| Rodrigo Bittes    | Matheus    |
| Thiago Cazado     | Diego      |
| Carmem Moretzsohn | jeho matka |